# オタカル1世 (ボヘミア王)

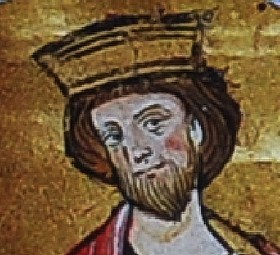
オタカル1世

プシェミスル・オタカル1世（Přemysl Otakar I., 1155年頃 - 1230年12月15日）は、ボヘミア公（在位：1192年 - 1193年、1197年 - 1198年）、ボヘミア王（在位：1198年 - 1230年）。父はヴラジスラフ2世、母はテューリンゲン方伯ルートヴィヒ1世の娘ユーディト。

## 生涯
オタカルは若い頃、国中に広がりを見せていた無政府状態の中で過ごし、何度かの権力闘争の後、1192年に神聖ローマ皇帝ハインリヒ6世によってボヘミアの統治者と認められた。しかしホーエンシュタウフェン家を失墜させようとするドイツ人諸侯の陰謀に加わったため、1193年に君主の地位から追い落とされ、ボヘミアは従弟のインジヒ・ブレチスラフに与えられ、1197年の彼の死後は弟のヴラジスラフ・インジフに代わった。同年、オタカルはヴラジスラフ・インジフからボヘミア君主の座を奪い取り、弟にはモラヴィアを与えた。
ホーエンシュタウフェン家のフィリップとヴェルフ家のオットー4世との間で起きたドイツ王位をめぐる争いにおいて、自らの地位を高めたいオタカルはボヘミア王の称号を名乗った。ボヘミア貴族の支持を得たいフィリップは、オタカルの王号を認めた。ボヘミア王の称号は曾祖父に当たるヴラチスラフ2世以来となる。1199年、オタカル1世はマイセン辺境伯オットーの娘でヴェッティン家出身の王妃アーデルハイトとの結婚を解消し、ハンガリー王ベーラ3世の年若い末娘コンスタンツィアと再婚した。
1200年、オットー4世が優位に立つと、オタカル1世はフィリップとの同盟を破棄してヴェルフ家支持派に回った。オットー4世と教皇インノケンティウス3世は、後にオタカル1世を世襲のボヘミア王と認めている。フィリップは自分を裏切ったボヘミアへの侵入を繰り返し、オタカル1世を屈服させた。オタカル1世はフィリップに貢納金を支払わされ、フィリップの支持者に再び名を連ねた。そしてフィリップの甥フリードリヒ2世が叔父の後を継いだ後も、ホーエンシュタウフェン家との同盟を維持した。
1212年、フリードリヒ2世はシチリアの金印勅書をボヘミアに対して発布し、以下のことを取り決めた。この文書はボヘミア王位がオタカル1世とその子孫に属することを保証していた。ボヘミア王位はもはや皇帝の任命によって決められることはなく、ボヘミア国境付近で開催される帝国議会に出席する義務を負うのみである。神聖ローマ帝国には従属するものの、ボヘミア王は帝国内の指導的な選挙侯となり、今後即位する全ての皇帝の戴冠のためのローマへの遠征旅行には、護衛のための300人の騎士を提供する。
オタカル1世の治世はボヘミアでドイツ移民が始まり、それまで森に覆われていたこの国に都市の成長が見られたことが知られる。1226年、オタカル1世はオーストリア公レオポルト6世が末娘アネシュカと皇帝フリードリヒ2世の長男でシチリア王ハインリヒとの縁談をぶち壊したことに怒り、オーストリアとの戦争を起こした。オタカル1世は今度はアネシュカをイングランド王ヘンリー3世と結婚させようとしたが、ヘンリー3世が反ホーエンタウンフェン派だという理由でフリードリヒ2世がこの結婚を禁じてしまった。当時男やもめだった皇帝はアネシュカを再婚相手に選ぼうとしたが、アネシュカ本人はこれ以上政略結婚の駒として扱われるのを嫌った。教皇の助言もあり、アネシュカは修道院に入った。
1230年に死去、ボヘミア王位は後妻との間の息子・ヴァーツラフ1世が継いだ。
2008年までチェコ共和国で流通していた20コルナ紙幣に肖像が使用されていた。

## 子女
1178年、マイセン辺境伯オットーの娘アーデルハイトと最初の結婚をし（1199年離婚）、4人の子女をもうけた。
- ヴラチスラフ（1181年以前 - 1225年以前）
- マルケータ（1186年頃 - 1212年） - デンマーク王ヴァルデマー2世と結婚
- ボジスラヴァ（1197年以前 - 1238年以前2月6日） - オルテンブルク伯ハインリヒ1世と結婚
- ヘドヴィカ - ゲルンローデ修道院（英語版）およびプラハの聖イジー修道院の修道女

1199年、ハンガリー王ベーラ3世の娘コンスタンツィアと再婚し、9人の子女をもうけた。
- ヴラチスラフ（1200年頃 - ?）
- ユディタ（1201年 - 1230年） - 1213年、ケルンテン公ベルンハルト・フォン・シュポンハイムと結婚
- アンナ（1204年 - 1265年） - ヴロツワフ公ヘンリク2世と結婚
- アネシュカ
- ヴァーツラフ1世（1205年頃 - 1253年） - ボヘミア王
- ヴラチスラフ（1207年 - 1227年） - モラヴィア辺境伯
- プシェミスル（1209年 - 1233年） - モラヴィア辺境伯、1232年にブルゴーニュ女伯ベアトリス2世の娘マルガレーテと結婚
- ヴィレミーナ（1210年 - 1284年）
- アネシュカ（1211年 - 1281年） - カトリック教会の聖人